# Horváth László (labdarúgó, 1988)
Horváth László (Kaposvár, 1988. február 23. –) magyar labdarúgókapus.

## Pályafutása

### Klubcsapatban
Horváth László szülővárosának csapatában, a Kaposvári Rákócziban kezdte pályafutását. A magyar élvonalban a 2007–2008-as idényben mutatkozott be. 2009 nyarán az angol harmadosztályban járt próbajátékon, ám végül maradt Kaposvárott. A 2012-2013-as szezonig védett nevelőegyesületében, de jobbára csak tartalék kapusként számítottak a játékára, ezért lejáró szerződését nem hosszabbította meg. 2013 januárjában a Szigetszentmiklósi TK igazolta le. Két évet töltött az SZTK-nál, majd a szintén másodosztályú Balmazújváros játékosa lett. A 2016-2017-es szezon végén csapatával kiharcolta a feljutást, a 2017-2018-as szezonban 22 alkalommal lépett pályára az élvonalban. 2018 nyarán az MTK Budapest igazolta le. Nyolc bajnokin védte az élvonalból kieső MTk kapuját a 2018-2019-es szezonban, 2019 nyarán a Kazincbarcikai SC-hez került, helyet cserélve a VIII. kerületbe igazoló Somodi Bencével.
2021-ben a Kazincbarcikáról való távozása után befejezte játékos-pályafutását.

## Statisztika
| Klub              | Szezon | Bajnokság     | Bajnokság | Országos kupa | Országos kupa | Ligakupa      | Ligakupa | Nemzetközi kupa | Nemzetközi kupa | Összesen      | Összesen |
| Klub              | Szezon | Pályára lépés | Gól       | Pályára lépés | Gól           | Pályára lépés | Gól      | Pályára lépés   | Gól             | Pályára lépés | Gól      |
| ----------------- | ------ | ------------- | --------- | ------------- | ------------- | ------------- | -------- | --------------- | --------------- | ------------- | -------- |
| Kaposvár          |        |               |           |               |               |               |          |                 |                 |               |          |
| 2007–08           | 1      | 0             | 0         | 0             | 3             | 0             | –        | –               | 4               | 0             |          |
| 2008–09           | 8      | 0             | 2         | 0             | 5             | 0             | –        | –               | 15              | 0             |          |
| 2009–10           | 0      | 0             | 0         | 0             | 9             | 0             | –        | –               | 9               | 0             |          |
| 2010–11           | 1      | 0             | 0         | 0             | 0             | 0             | –        | –               | 1               | 0             |          |
| 2011–12           | 2      | 0             | 4         | 0             | 2             | 0             | –        | –               | 8               | 0             |          |
| 2012–13           | 1      | 0             | 0         | 0             | 4             | 0             | –        | –               | 5               | 0             |          |
| Összesen          | 12     | 0             | 6         | 0             | 23            | 0             | 0        | 0               | 41              | 0             |          |
| Kaposvölgye       |        |               |           |               |               |               |          |                 |                 |               |          |
| 2010–11           | 11     | 0             | 0         | 0             | –             | –             | –        | –               | 11              | 0             |          |
| Összesen          | 11     | 0             | 0         | 0             | 0             | 0             | 0        | 0               | 11              | 0             |          |
| Szigetszentmiklós |        |               |           |               |               |               |          |                 |                 |               |          |
| 2012–13           | 11     | 0             | 0         | 0             | –             | –             | –        | –               | 11              | 0             |          |
| 2013–14           | 10     | 0             | 1         | 0             | 6             | 0             | –        | –               | 17              | 0             |          |
| 2014–15           | 25     | 0             | 0         | 0             | 1             | 0             | –        | –               | 26              | 0             |          |
| Összesen          | 46     | 0             | 1         | 0             | 7             | 0             | 0        | 0               | 54              | 0             |          |
| Balmazújváros     |        |               |           |               |               |               |          |                 |                 |               |          |
| 2015–16           | 14     | 0             | 2         | 0             | –             | –             | –        | –               | 16              | 0             |          |
| 2016–17           | 26     | 0             | 0         | 0             | –             | –             | –        | –               | 26              | 0             |          |
| 2017–18           | 22     | 0             | 1         | 0             | –             | –             | –        | –               | 23              | 0             |          |
| Összesen          | 62     | 0             | 3         | 0             | 0             | 0             | 0        | 0               | 65              | 0             |          |
| Karrier összes    |        | 131           | 0         | 10            | 0             | 30            | 0        | 0               | 0               | 171           | 0        |

## További információ
- HLSZ.hu